# Kościół melchicki
Kościół melchicki (także „melkicki”, oficjalnie „Grecki Melchicki Kościół Katolicki”, łac. Ecclesia Graeca Melkita) – jeden z katolickich Kościołów wschodnich, działający pierwotnie na terenie starożytnych patriarchatów Antiochii, Jerozolimy i Aleksandrii, a obecnie również wśród diaspory wiernych w Europie i w obu Amerykach. Kościół melchicki wywodzi się z Cerkwi prawosławnej, istniejącej na obszarze wymienionych patriarchatów.

## Geneza
Opis Kościoła melchickiego trzeba zacząć od uprzytomnienia sobie, że stolice trzech patriarchów Wschodu - Aleksandria, Antiochia i Jerozolima – już między VII a X wiekiem dostały się pod trwające do dziś panowanie muzułmańskie. Konsekwencją było znaczne osłabienie pozycji tych patriarchów, już wcześniej nadwerężonej przez rozłamy nestoriański i monofizycki. Podbój tych terenów przez Arabów doprowadził do uzależnienia tych patriarchatów od patriarchy konstantynopolitańskiego. Choć bowiem stale istniała świadomość kościelnej odrębności Syrii i Egiptu od Konstantynopola, to jednak nigdy nie kwestionowano, że tamtejsze Kościoły są częścią jednej Cerkwi, podległej duchowemu zwierzchnictwu patriarchy ekumenicznego. Paradoksalnie, zależność azjatyckiej i afrykańskiej Cerkwi od patriarchy Konstantynopola przybrała na sile po opanowaniu jego siedziby przez Turków. Wtedy bowiem utworzono w państwie tureckim system millet, w którym patriarcha konstantynopolitański stał się głową rum millet („nacji prawosławnej”), sprawując władzę cywilną, a zwłaszcza fiskalną i finansową, nad wszystkimi wyznawcami prawosławia w Imperium Osmańskim. Ostatecznym skutkiem takiego układu sił stało się niemal całkowite podporządkowanie patriarchów Aleksandrii, Antiochii i Jerozolimy patriarchom Konstantynopola. W szczególności dotyczyło to hierarchii duchownej na tych terenach. Mimo że wierni byli Egipcjanami czy też Syryjczykami, mówiącymi po koptyjsku czy po aramejsku (później po arabsku), to nominowani przez Konstantynopol duchowni wszystkich szczebli (łącznie z patriarchami) byli Grekami i językiem tamtejszych Cerkwi był język grecki. Sytuacja ta prowadziła do konfliktów, szczególnie wyraźnych w Cerkwi antiocheńskiej.
Zależność od Konstantynopola znalazła swoje odbicie w sytuacji tych Cerkwi po wielkiej schizmie wschodniej. Wierni Cerkwi antiocheńskiej, jerozolimskiej i aleksandryjskiej nie przejawiali w stosunku do Rzymu wrogości takiej, jak Kościół patriarchatu konstantynopolitańskiego, również anatemy z 1054 nie objęły wprost tych patriarchatów. I choć łączność z Rzymem została przez nie w końcu zerwana, zostało to na nich właściwie wymuszone przez patriarchów Konstantynopola. Kwestia stosunku do Rzymu bywała narzędziem w wewnętrznych rozgrywkach politycznych tych patriarchatów. Było to widoczne zwłaszcza w patriarchacie antiocheńskim, przez wiele wieków doświadczającym konfliktu miejscowych wiernych z obcą hierarchią kościelną. Stanowisko patriarchów antiocheńskich w sporze Rzymu z Konstantynopolem bywało chwiejne - zdarzało się zarówno jednoznaczne poparcie dla jednej ze stron, jak i brak jasnego stanowiska. Patriarchowie Aleksandrii, Antiochii i Jerozolimy popierali próby unii podjęte na soborach w Lyonie (1274) i we Florencji (1439). Nawet panowanie krzyżowców, które wykopało emocjonalną przepaść między Rzymem a Konstantynopolem, nie pozostawiło po sobie tak złych wspomnień w Antiochii i Jerozolimie – być może dlatego, że usuwając greckich duchownych krzyżowcy sytuowali się po stronie Syryjczyków w opisanym wyżej konflikcie wewnątrzkościelnym.
Niezależnie od tego już od czasów wypraw krzyżowych datowała się łacińska działalność misyjna w Syrii i Palestynie, prowadzona głównie przez zakony kapucynów, karmelitów i franciszkanów, a od 1583 – także jezuitów. Przybrała ona na sile w czasach kontrreformacji. Katolicki prozelityzm znajdował dodatkową przewagę dzięki gwarancjom mocarstw europejskich dla katolików mieszkających w Imperium Osmańskim. Układy międzynarodowe („kapitulacje osmańskie”) dawały im ochronę prawną przed prześladowaniami ze strony władz tureckich, której byli całkowicie pozbawieni miejscowi prawosławni.

## Powstanie i rozwój Kościoła
Takie było tło, na którym doszło do powstania Kościoła melchickiego. W 1709 prawosławny patriarcha antiocheński Cyryl V formalnie uznał zwierzchnictwo papieża przy poparciu części biskupów, szczególnie Eutymiusza Saifi. W Cerkwi antiocheńskiej doszło do rozłamu na frakcję prorzymską i prokonstantynopolitańską, a następnie do walki między nimi, co doprowadziło do powstania dwóch konkurencyjnych linii patriarchatów antiocheńskich. W 1724 został obrany patriarchą Cyryl VI Tanas (1724–1759), który natychmiast złożył wyznanie wiary przed papieżem. Został ekskomunikowany przez patriarchę Konstantynopola Jeremiego, który naznaczył na patriarchę Antiochii Sylwestra z Cypru i nakazał mu zlikwidowanie schizmy. Patriarchowie uniccy zostali zmuszeni do opuszczenia Damaszku (od 1268 siedziby patriarchów antiocheńskich) i do obrania siedziby w Libanie. W roku 1772 patriarcha Maksym II otrzymał od papieża Klemensa XIV jurysdykcję religijną nad wszystkimi katolikami wschodnimi podległego mu patriarchatu.
Pierwszy patriarcha unicki nadał unickiemu Kościołowi melchickiemu ramy organizacyjne diecezji i parafii. W wyniku emigracji części wiernych do Egiptu również tam została utworzona melchicka organizacja kościelna. Mimo konfliktów z miejscową Cerkwią i mimo zerwania z Rzymem przez część wiernych w XIX wieku (biskup Amidy – 1846) Kościół rozwija się do dziś. W 1811 otwarto seminarium duchowne w Ain Traz, odnowione w 1866. Dwaj wybitni patriarchowie XIX wieku, Maksym III Mazloum (1833–1855) i Grzegorz II Youssef-Sayour (1864–1897) zakończyli organizowanie Kościoła, rozciągnęli jego struktury na teren Palestyny (patriarchatu Jerozolimy). (Trzeba pamiętać, iż od upadku Jerozolimy nie przebywał tam żaden patriarcha katolicki, a w Rzymie miał swoją siedzibę tytularny łaciński patriarcha Jerozolimy.)
W 1837 patriarcha melchicki Maksym III Mazloum uzyskał od Imperium Osmańskiego władzę cywilną (tzw. prawo separacji narodu „rum millet”) na terytorium podległych mu patriarchatów. W roku następnym przywilej ten zatwierdził Grzegorz XVI.
W 1841 Maksym III Mazloum został administratorem generalnym Rycerskiego Zakonu św. Łazarza z Jerozolimy, przyjmując także dla siebie i swych następców tytuł Protektora tego zakonu.
Powstały patriarchalne szkoły w Bejrucie (1865) i w Damaszku (1875) oraz seminarium świętej Anny w Jerozolimie (1882). Pod koniec XIX wieku, w ślad za wiernymi emigrującymi do USA, również tam zaczęły powstawać struktury kościelne. W 1893 patriarcha melchicki odegrał główną rolę na kongresie eucharystycznym w Jerozolimie.
We wrześniu 1990 roku Patriarcha Maksymos V Hakim został Protektorem Duchowym Ordo Militiae Christi Templi Hierosolymitani, zakonu rycerskiego nawiązującego tradycją do średniowiecznych templariuszy.

## Współczesność
Obecnie Kościół melchicki ma 7 diecezji w Libanie, 4 w Syrii, po jednej w Izraelu, Jordanii, Kanadzie, Meksyku, Australii, Brazylii i w USA oraz pojedyncze parafie w Europie Zachodniej i w Ameryce Południowej. W latach 2000–2017 patriarchą melchickim był Grzegorz III Laham. Po złożeniu przez niego rezygnacji, z racji podeszłego wieku, do czasu wyboru nowego patriarchy Kościołem kierował arcybiskup Aleppo Jean-Clément Jeanbart. Nowym patriarchą został Józef Absi.
Kościół melchicki posługuje się obrządkiem bizantyjskim z naleciałościami łacińskimi, pochodzącymi głównie z XIX wieku, gdy w dążeniu do europeizacji reformowano liturgię i teologię na wzór łaciński. Językiem obrzędów kościelnych jest język przeważającej większości wiernych - arabski. W połowie XX wieku grupa duchownych melchickich skupiona wokół seminarium w Kairze zapoczątkowała powrót do tradycyjnej teologii i liturgii wschodniej. Przedstawiciel tej grupy, arcybiskup Józef Tawil, działał w tym duchu podczas soboru watykańskiego II.
Kościół melchicki szuka zbliżenia z antiocheńską Cerkwią prawosławną. Działają wspólne komisje synodalne. W 1996 synod biskupów Kościoła melchickiego wydał uroczystą deklarację stwierdzającą brak przeszkód do pojednania obu siostrzanych Kościołów.
Zatwierdzona przez papieża pełna tytulatura patriarchów melchickich brzmi: Patriarcha (Batriyark) Antiochii, Cylicji, Syrii, Iberii, Arabii, Mezopotamii, Pentapolis, Etiopii, całego Egiptu i całego Wschodu, Ojciec Ojców, Kapłan Kapłanów, Biskup Biskupów, Trzynasty z Apostołów. Jako tytulatura osobista zatwierdzony jest tytuł historyczny: Patriarchy Antiochii, Jerozolimy i Aleksandrii.